# 小玉有起
小玉有起，日本男性漫畫家、插畫家。千葉縣出生。曾獲講談社的漫畫雜誌《月刊Afternoon》的漫畫新人賞佳作。代表作品為《BLOOD LAD 血意少年》、《HAMATORA ─超能偵探社─》。

## 人物簡介
高中畢業前僅將繪畫視作休閒娛樂，後受身為漫畫家的鄰居推薦開始從事漫畫事業。喜歡芒果，閒暇時好觀賞電影和騎腳踏車。巨乳控，個人Twitter頁面的自我介紹欄寫著「大胸漫畫家」。

## 作品

### 漫畫
- 原名
- 原名
- 原名
- 原名
- 原名
- 原名[1]
- 《BLOOD LAD 血意少年》，全17集，原名[2]
- 《Glen 5》，原作：小高和剛、人設：小玉有起、作畫：篠田六，全3卷，原名《グレン5（日语：グレン5）》
- 《HAMATORA ─超能偵探社─》，原作：北島行徳、作畫：小玉有起，全3卷，原名[3]
- 原名
- 《最惡偵探》，原作：望公太、作畫：小玉有起，原名
- 《DEMON TUNE 魔鬼音律（日语：DEMON TUNE）》，原名

### 角色企劃
- 《ID：INVADED》
- 《Special Kid Factory》

## 外部連結
- （日語）小玉有起 （页面存档备份，存于） 的Tumblr頁面
- （日語）小玉有起 （页面存档备份，存于） 的pixiv頁面
- （日語）小玉有起 （页面存档备份，存于） 的Twitter頁面